# Guysen International News
 (avril 2010).
Si vous disposez d'ouvrages ou d'articles de référence ou si vous connaissez des sites web de qualité traitant du thème abordé ici, merci de compléter l'article en donnant les références utiles à sa vérifiabilité et en les liant à la section « Notes et références ».
Guysen International News est une agence de presse israélienne, basée à Jérusalem et principalement francophone.

## But
Guysen International News se veut indépendante des partis politiques ou d'autres organisations, et concentre ses activités sur l'information des évènements en Israël et au Moyen-Orient. Elle déclare s'opposer au terrorisme, au racisme, à l'antisémitisme et à la judéophobie et défendre la francophonie, la démocratie et le respect entre les hommes. Elle a été fondée en 2002 par le journaliste israélien francophone Guy Senbel, aujourd'hui directeur de la rédaction, sous le nom de Guysen Israel News et a pris son nom actuel en 2007. Le site web de Guysen indique que son président d'honneur est Elie Wiesel.

## Moyens
Cette agence emploie des journalistes et d'experts en France et en Israël fournissant un contenu éclectique (Économie, politique, médecine, ...).
Cette agence dispose d'un site web d'information et d'une chaîne de télévision intitulée Guysen TV. Avec Guysen Éditions, ces éléments constituent le groupe de presse Guysen Ltd Israël.